# Profile (película de 2018)
Profile es una película de suspenso de pantalla de computadora de 2018 dirigida por Timur Bekmambetov, a partir de un guion de Bekmambetov, Britt Poulton y Olga Kharina, basada en el libro de no ficción In The Skin of a Jihadist de Anna Erelle. Está protagonizada por Valene Kane, Shazad Latif, Christine Adams, Amir Rahimzadeh y Morgan Watkins.
La película tuvo su estreno mundial en el 68° Festival Internacional de Cine de Berlín el 17 de febrero de 2018, en la sección Panorama. Fue lanzado en los Estados Unidos el 14 de mayo de 2021 por Focus Features y recibió críticas mixtas de los críticos.

## Sinopsis
Para investigar el reclutamiento de una joven europea por parte de ISIS, la periodista Amy Whittaker crea un nuevo perfil de Facebook bajo el alias de Melody Nelson. Crea una persona en línea de una mujer que se ha convertido recientemente al Islam.
Pronto Amy es contactada por Bilel, un combatiente de ISIS de Siria. Comienzan a hablarse regularmente y después de un tiempo ella comienza a desarrollar verdaderos sentimientos románticos por él.

## Reparto
- Kane como Amy Whittaker
- Shazad Latif como Bilel
- Christine Adams como Vick
- Morgan Watkins como Matt
- Amir Rahimzadeh como Lou
- Emma Cater como Kathy
- Marie Hamilton como camarera

## Producción
La película está basada en el libro de la periodista francesa Anna Erelle In the Skin of a Jihadist sobre su investigación sobre el reclutamiento de mujeres jóvenes por parte de ISIS.

## Lanzamiento
La película tuvo su estreno mundial en el Festival Internacional de Cine de Berlín el 17 de febrero de 2018. También se proyectó en South by Southwest el 11 de marzo de 2018. En marzo de 2021, Focus Features adquirió los derechos de distribución de la película y la programó para su estreno el 14 de mayo de 2021.

## Recepción

### Taquilla
En los Estados Unidos, Profile se estrenó junto con Spiral, Those Who Wish Me Dead y Finding You, y recaudó $260,000 en 2,033 cines en su primer día de estreno. Luego debutó con $730,290, terminando noveno en la taquilla.

### Respuesta de la crítica

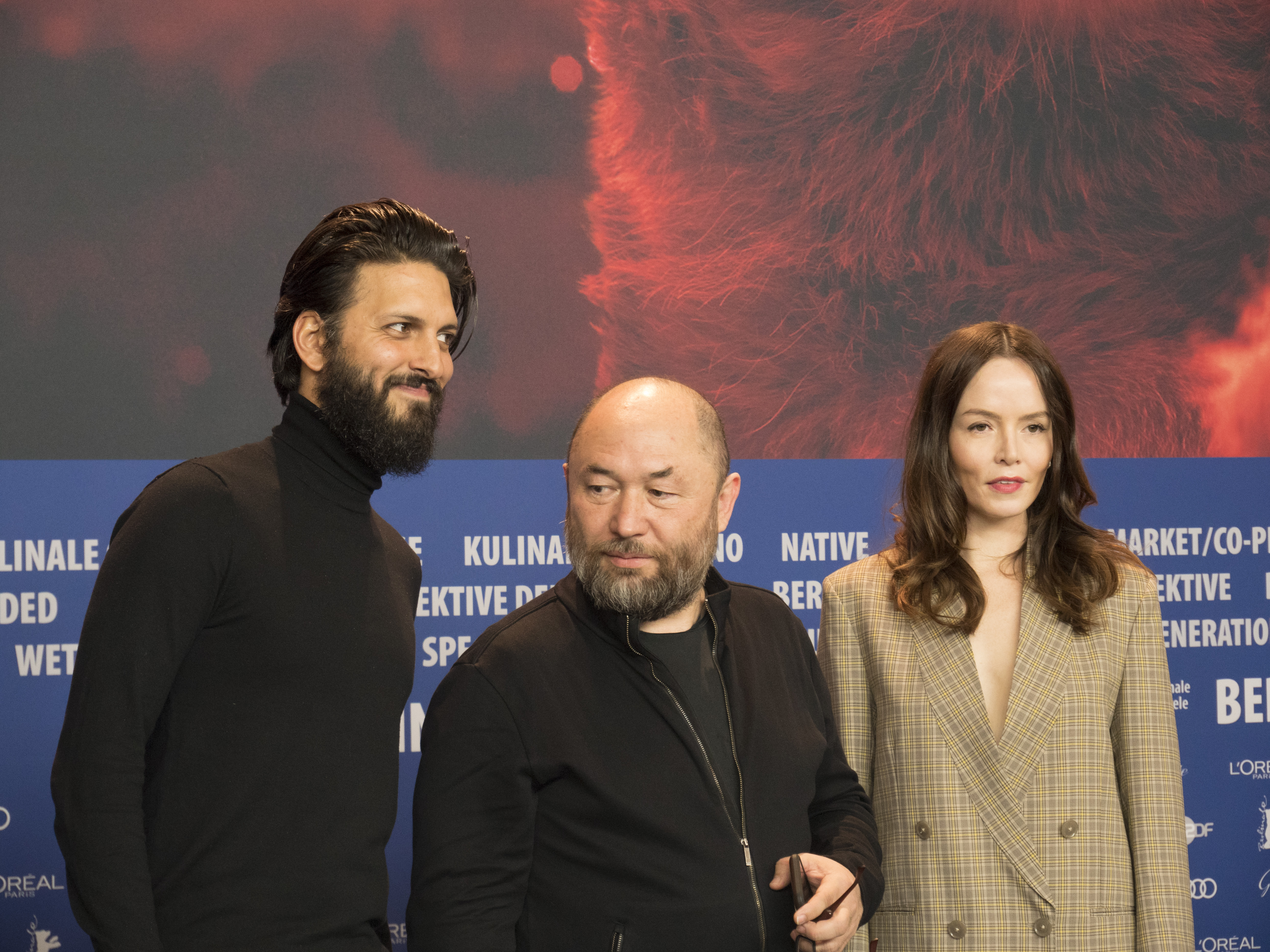
Shazad Latif, Timur Bekmambetov y Valene Kane en el Festival Internacional de Cine de Berlín 2018

En el sitio web del agregador de reseñas Rotten Tomatoes, la película tiene un índice de aprobación del 61% según 94 reseñas y una calificación promedio de 6/10. El consenso de los críticos del sitio dice: "El truco narrativo único de Profile es suficiente para llevar la película a la mitad, pero finalmente se ve abrumada por una trama cada vez más ridícula". En Metacritic, la película tiene una puntuación media ponderada de 54 sobre 100, basada en 22 críticos, lo que indica "críticas mixtas o medias". El público encuestado por CinemaScore le dio a la película una calificación promedio de "B" en una escala de A+ a F, mientras que PostTrakinformó que el 65% de los miembros de la audiencia le dieron una puntuación positiva, y el 37% dijo que definitivamente lo recomendaría.
La película ganó el Premio del Público Panorama en la Berlinale.